# Vela als Jocs Olímpics d'estiu de 1984
Als Jocs Olímpics d'Estiu de 1984 celebrats a la ciutat de Los Angeles (Estats Units d'Amèrica) es disputaren set proves de vela. La competició se celebrà entre els dies 31 de juliol i el 8 d'agost de 1984 a la badia de la ciutat de Los Angeles a l'oceà Pacífic.
Hi participaren un total de 300 regatistes, entre ells dues dones, de 60 comitès nacionals diferents.

## Resum de medalles
| Prova                          | Or                                                       | Argent                                             | Bronze                                       |
| Classe 470 Detalls             | EspanyaLuis Doreste · Roberto Molina                     | Estats UnitsSteve Benjamin · Hans Steinfeld        | FrançaThierry Peponnet · Luc Pillot          |
| Classe Finn Detalls            | Russell Coutts                                           | John Bertrand                                      | Terry Neilsen                                |
| Classe Flying Dutchman Detalls | Estats UnitsJonathan McKee · Carl Buchan                 | CanadàTerry McLaughlin · Evert Bastet              | Regne UnitJonathan Richards · Peter Allam    |
| Windsurf Detalls               | Stephan Berg                                             | Scott Steele                                       | Bruce Kendall                                |
| Classe Soling Detalls          | Estats UnitsRobbie Haines · Edward Trevelyan · Rod Davis | BrasilTorben Grael · Daniel Adler · Ronaldo Senfft | CanadàHans Fogh · John Kerr · Stephen Calder |
| Classe Star Detalls            | Estats UnitsBill Buchan · Steven Erickson                | RFAJoachim Griese · Michael Marcour                | ItàliaGiorgio Gorla · Alfio Peraboni         |
| Classe Tornado Detalls         | Nova ZelandaRex Sellers · Chris Timms                    | Estats UnitsRandy Smyth · Jay Glaser               | AustràliaChristopher Cairns · John Anderson  |

1. ↑  També es disputà una prova d'aquesta categoria en categoria femenina com a esport de demostració. La prova fou guanyada per la canadenca Karen Morch.

## Medaller
| Posició | País          | Or | Argent | Bronze | Total |
| 1       | Estats Units  | 3  | 4      | 0      | 7     |
| 2       | Nova Zelanda  | 2  | 0      | 1      | 3     |
| 3       | Espanya       | 1  | 0      | 0      | 1     |
| 3       | Països Baixos | 1  | 0      | 0      | 1     |
| 5       | Canadà        | 0  | 1      | 2      | 3     |
| 6       | Brasil        | 0  | 1      | 0      | 1     |
| 6       | RFA           | 0  | 1      | 0      | 1     |
| 8       | Austràlia     | 0  | 0      | 1      | 1     |
| 8       | França        | 0  | 0      | 1      | 1     |
| 8       | Itàlia        | 0  | 0      | 1      | 1     |
| 8       | Regne Unit    | 0  | 0      | 1      | 1     |